# Histocidaris misakiensis
Histocidaris misakiensis is een zee-egel uit de familie Histocidaridae.
De wetenschappelijke naam van de soort werd in 1898 gepubliceerd door Yoshiwara.